# Raionul Strîi, Liov
Strîi (în ucraineană Стрийський район, transliterat: Strîiskîi raion) este un raion în regiunea Liov, Ucraina. Are reședința la Strîi.
Are o suprafață de 3.840,5 km². Populația este de 322.853 locuitori, determinată în 2021.